# It vibrates
It vibrates är en singel från 1990 av det svenska punkbandet Charta 77. Gavs ut på 7".

## Låtar på singeln
| Nr  | Titel            | Längd | Notering |
| --- | ---------------- | ----- | -------- |
| A1. | It vibrates      | ?     |          |
| B1. | Christian rights | ?     |          |